# Kalar
El riu Kalar (en rus Калар) és un dels principals afluents del Vitim. Té una longitud de 515 km, un cabal mitjà de 161 m³/s i comprèn una conca de 17.400 km² (semblant en extensió a països com Kuwait). Passa pel krai de Zabaikàlie, a Rússia.

## Geografia
Neix a les muntanyes d'Oudokan, part del sistema muntanyós de Stanovoi. Després d'haver començat el seu curs cap al sud i travessar les muntanyes Kalar, modifica l'orientació cap a l'oest i després al sud-oest. Flueix entre les muntanyes de Kalar al nord i les muntanyes de Iankan al sud. Acaba desembocant a la riba dreta del Vitim entre les localitats de Kalakan i Kokarevka. El riu es glaça des d'octubre fins a maig.